# Partidul Agrar din Moldova
Partidul Agrar din Moldova este un partid politic de stînga din Republica Moldova. 
Între anii 1994 și 1998 s-a aflat la guvernare, deținînd majoritatea în Parlament (se numea atunci Partidul Democrat Agrar din Moldova — PDAM). În anul 1995 o parte din PDAM (în frunte cu Mircea Snegur) fracționează și constituie Partidul Renașterii și Concilierii din Moldova (care a constituit baza Alianței "Moldova Noastră"). 
În anul 1998 un alt grup important de membri ai PDAM în frunte cu Dumitru Diacov se vor desprinde și vor crea Mișcarea pentru o Moldovă Democratică și Prosperă (ulterior redenumită în Partidul Democrat din Moldova). La alegerile parlamentare din 1998 și 2001 PDAM nu a trecut de pragul electoral. În anul 2005 nu a mai participat la alegeri, fiind un satelit al Partidului Comuniștilor.

## Rezultate electorale

### Alegeri parlamentare
| Anul alegerilor | voturi  | % din voturile tot. | mandate obținute | +/-  |
| --------------- | ------- | ------------------- | ---------------- | ---- |
| 1994            | 766.589 | 43.18               | 56 / 101         |      |
| 1998            | 58.874  | 3.63                | 0 / 101          | ▼ 56 |
| 2001            | 18.473  | 1.16                | 0 / 101          | ▬    |

### Alegeri locale

#### Consilii raionale și municipale
| Anul alegerilor | voturi  | % din voturile tot. | mandate obținute | +/-     |
| --------------- | ------- | ------------------- | ---------------- | ------- |
| 1995            | 551.014 | 46.97               | 643 / 1262       |         |
| 1999            | 405.063 | 33.26               | 118 / 312        | ▼ 13.71 |
| 2003            | 32.198  | 2.60                | 31 / 1126        | ▼ 30.66 |
| 2007            | —       | —                   | 0 / 1120         | ▼ 2.60  |

#### Consilii orășenești și sătești
| Anul alegerilor | voturi  | % din voturile tot. | mandate obținute | +/-     |
| --------------- | ------- | ------------------- | ---------------- | ------- |
| 1995            | 597.173 | 53.70               | 6504 / 10597     |         |
| 1999            | 355.562 | 32.17               | 2235 / 6105      | ▼ 21.53 |
| 2003            | 27.934  | 2.65                | 268 / 10841      | ▼ 29.52 |
| 2007            | 364     | 0.04                | 3 / 10621        | ▼ 2.61  |

#### Primari
| Anul alegerilor | primari | % din tot. primar. | mandate obținute | +/-     |
| --------------- | ------- | ------------------ | ---------------- | ------- |
| 1995            | 520     | 64.76              | 520 / 803        |         |
| 1999            | 124     | 19.71              | 124 / 628        | ▼ 45.05 |
| 2003            | 18      | 2.00               | 18 / 898         | ▼ 17.71 |
| 2007            | —       | —                  | 0 / 895          | ▼ 2.00  |

Parlamentare 1994
Locale 1995
Prezidențiale 1996 (turul I)